# Otyg
Otyg war eine schwedische Folk-Metal-Band. Der Begriff Otyg stammt aus der schwedischen Sprache und bedeutet übersetzt Abfall/Müll, war jedoch früher ein Sammelbegriff für mystische Gestalten, die alten Sagen nach in der Wildnis ihr Unwesen trieben.

## Bandgeschichte
Als sie 1995 ihre erste Demo Bergtagen veröffentlichte bestand die Band aus Andreas Hedlund, Cia Hedmark, Mattias Marklund, Daniel Fredriksson, Samuel Norberg und Stefan Strömberg.
Die Texte waren komplett auf Schwedisch und handelten zum Großteil von der Natur, alleiniger Song-Schreiber war Andreas Hedlund (Vintersorg), der etwas von Samuel Norberg unterstützt wurde. Diese Besetzung hielt sich noch die nächsten zwei Demos (I Trollskogens Drömmande Mörker und Galdersång Till Bergsfadern) und das erste Album Älvefärd (vertrieben durch Napalm Records) durch.
Es gab eine Umstrukturierung in der Band, in der Samuel Norberg und Stefan Strömberg die Band verließen, anstelle Norbergs übernahm nun Daniel Fredriksson neben dem Bass die Mundharmonika, Laute, Maultrommel und die Schlüsselgeige. Anstelle von Strömberg kam Fredrik Nilsson zur Band, der dann das Schlagzeug übernahm. In diesem Line-Up wurde dann das zweite und letzte Album Sagovindars Boning aufgenommen, danach war es aus mit der Band. Andreas Hedlund und Mattias Marklund verkündeten, dass sie keine Lust mehr auf Otyg hätten. Das, zu diesem Zeitpunkt schon aufgenommene Album wurde nicht mehr veröffentlicht.
Die ehemaligen Mitglieder der Band spielten danach in diversen anderen Bands (z. B. Casket Casey). Die Auflösung von Otyg hatte auch Folgen für Vintersorgs eigenes Soloprojekt, er nahm Mattias Marklund von nun an als festes Mitglied in sein Projekt auf und schlug einen neuen musikalischen Stil ein.

## Stil
Bevor sich Otyg dem Folk Metal widmeten, spielten sie eine Mischung aus Death und Black Metal. Davon wandten sie sich aber schon früh ab. Mittlerweile wird Otygs Stil dem klassisch skandinavischen Folk Metal im Stil von Borknagar oder Vintersorg zugeordnet. Neben den typischen Instrumenten verwenden Otyg auch traditionelle skandinavische Instrumente wie die Tastenflöte oder die Weidenflöte. Die Texte sind überwiegend auf Schwedisch verfasst und handeln von schwedischer Mythologie, Sagen und Folkloren.

## Diskografie
Demos
- 1995: Bergtagen
- 1996: I Trollskogens drömmande mörker
- 1997: Galdersång till bergsfadern

Alben
- 1998: Älvefärd
- 1999: Sagovindars boning